# Leo Binz
Leo Binz (* 31. Oktober 1900 in Stockton, Illinois; † 9. Oktober 1979 in Maywood, Illinois) war ein US-amerikanischer Geistlicher und  römisch-katholischer Erzbischof von Saint Paul and Minneapolis.

## Leben
Binz wurde am 11. März 1924 zum Priester für das Bistum Rockford geweiht. Am 21. November 1942 wurde er von Papst Pius XII. zum Koadjutorbischof von Winona und Titularbischof von Pinara ernannt. Amleto Giovanni Cicognani, Apostolischer Delegat in den Vereinigten Staaten, spendete ihm am 21. Dezember die Bischofsweihe. Mitkonsekratoren waren Edward Francis Hoban, Koadjutorbischof von Cleveland, und Henry Patrick Rohlman, Bischof von Davenport. Am 15. Oktober 1949 wurde er vom Papst zum Koadjutorerzbischof von Dubuque und Titularerzbischof von Silyum ernannt. Am 2. Dezember 1954 folgte er dem zurückgetretenen Rohlman als Erzbischof nach.
Als William Otterwell Brady starb, wurde er zwei Monate später, am 16. Dezember 1961, zum Erzbischof von Saint Paul ernannt. 1966 änderte der Papst den Namen der Erzdiözese in Saint Paul and Minneapolis. Entsprechend änderte sich der Titel von Binz. Als sich sein Gesundheitszustand verschlechterte, bat Binz um einen Koadjutor. Papst Paul VI. ernannte am 31. Juli 1967 den Koadjutorbischof von Wichita, Leo Christopher Byrne, zum Koadjutorerzbischof. Binz überließ Byrne den Großteil der Verwaltung der Erzdiözese. Byrne verstarb jedoch am 21. Oktober 1974. Am 25. Mai 1975 nahm Papst Paul VI. den Rücktritt von Binz an.
Binz nahm an allen vier Sitzungsperioden des Zweiten Vatikanischen Konzils teil.